# Santee (fiume)
Il fiume Santee è un fiume che attraversa la parte centro-meridionale dello stato della Carolina del Sud, negli Stati Uniti. Scorre in direzione nord-ovest-sud-est verso l'Oceano Atlantico dopo aver percorso 230 km, sebbene con le sue sorgenti il sistema Santee- Wateree - Catawba raggiunga i 705 km di lunghezza. Il fiume Santee è il secondo più grande della costa orientale degli Stati Uniti, dietro il fiume Susquehanna, in un'area prosciugata e fluente . [ 1 ]
Fu arginato per formare la diga di Marion, che è collegata via acqua (il lago Moultrie e il fiume Cooper) a Charleston . L'intero sistema acquifero è la via navigabile e la fonte di energia idroelettrica più importanti della Carolina del Sud.